# Десислава Българска
Десислава е българска княгиня, дъщеря на българския цар Иван Александър и царица Теодора.
Има двама братя – царете Иван Шишман и Иван Асен V, както и две сестри – княгините Кера Тамара Българска и Кераца Българска. Портретът ѝ e нарисуван на миниатюра от Лондонското евангелие редом до тези на деспот Константин и сестрите ѝ Кера Тамара и Кераца.
Бориловия синодник сочи:
| „ | [На] госпожа Десислава и госпожа Василиса, дъщери на великия цар Иван Александър, вечна памет. | “ |